# Doe wat ik wil
Doe wat ik wil is de vijfde single van Monique Smit.

## Nummers
1. "Doe wat ik wil" - 3:35
2. "Doe wat ik wil (Zing Mee Versie)" - 3:33